# Gravé dans la roche
Gravé dans la roche jest to album francuskiej grupy hip-hopowej Sniper.

## Lista utworów
1. „Intro” (2:09)

2. „Processus 2003” (5:25)

3. „Visions chaotiques” (7:21)

4. „Gravé dans la roche” (4:45)

5. „Pourquoi” (5:06)

6. „Recette maison” (3:49)

7. „Y a pas de mérite” (4:06)

8. „Sans (re)pères” (5:01)

9. „Ce que j'ai sur le cœur” (5:11)

10. „35 heures” (3:47)

11. „Hall Story” (5:52)

12. „Entre deux” featuring Leïla Rami (4:04)

13. „Trop vite” (5:36)

14. „Jeteur de pierres” (6:17)

15. „Interlude micro ouvert” (1:49)

16. „Panam All Starz” (7:48)
Utwór „Jeteur de pierres” był bardzo krytykowany przez aktualnego prezydenta Francji Nicolasa Sarkozy’ego.